# François d'Harcourt (1928-2020)
Pour les autres membres de la famille, voir Maison d'Harcourt.
François d'Harcourt, né le 10 décembre 1928 dans le 8e arrondissement de Paris et mort le 5 novembre 2020 à Annecy, est un homme politique français. Il est député du Calvados de 1973 à 1997.

## Biographie
Fils de François-Charles d'Harcourt, 11e duc d'Harcourt, député du Calvados, et d'Antoinette Gérard, il est le petit-fils de François Gérard, baron Gérard, conseiller général et député du Calvados.
En 1954-1955, il est chef de cabinet du ministre de la Défense. Egalement journaliste, il est rédacteur à Jours de France de 1956 à 1958, puis grand reporter à l'étranger, en Afrique (1960), puis en Asie (1962).
Il est élu conseiller général du canton de Balleroy de 1955 à 1958 et de 1967 à 1994. Il devient député de la quatrième circonscription du Calvados le 11 mars 1973. Il est réélu sans discontinuer jusqu'en 1986. Il siège à l'Assemblée dans les rangs de l'Union centriste, puis, à partir de 1978 dans ceux de l'Union pour la démocratie française (UDF).
Le 17 janvier 1975, il vote, comme la majorité de l'Assemblée, la loi dépénalisant l'avortement, dite "loi Veil" . En 1988, il est élu député de la cinquième circonscription du Calvados, siège qu'il conserve jusqu'en 1997.
À la mort de son père, en 1997, il devient le 12e duc d'Harcourt et duc de Beuvron. Il est marié à Isabelle Roubeau, dont il n'a pas de descendance. Son frère Jean étant décédé également sans descendance mâle (marié avec Silvia Agulla, il a deux filles), le titre passe à sa mort à un cousin de la branche cadette par les mâles, Geoffroy Bernard Charles François Louis Marie Pierre (1952), marié à Hélène de Nicolay (1962), d'où deux fils et une fille.

## Distinctions
- Officier de la Légion d'honneur
- Officier de l'ordre national du Mérite
- Officier de l'ordre du Mérite maritime (1999)

## Œuvres
- L'Afrique à l'heure H, préface de Joseph Kessel, 1960, Paris, Gallimard, 316 p. (traduction allemande, Afrikas kritische stunde, publiée en 1962) ;
- Asie, réveil d'un monde, illustration et collaboration de Daniel Manchon, 1962, Nancy, Berger-Levrault, 277 p. (traduction anglaise, Asia, awakening of a world, publiée en 1964), ouvrage récompensé en 1963 par le prix Broquette-Gonin de l'Académie Française, section littérature ;
- Demain, la France, l'Europe, le Monde, 1965, Paris, Hachette, 270 p..

## Pour approfondir